# Joaquim Valls
Joaquim Valls Morató (Barcelona, 11 de diciembre de 1959) es un economista, doctor, profesor universitario, escritor, conferenciante, investigador y coach neurocaligráfico. Es doctor en reeducación del inconsciente mediante el método grafotransformador, máster universitario en Sociedad del Conocimiento y de la Información, máster en Neuropsicología y Master Practitioner en PNC.
Es el creador del Método KIMMON (2007) de desarrollo personal y entrenamiento de la inteligencia emocional; y de la Programación Neuro-Caligráfica (2015), herramienta que, mediante la autosugestión pedagógica, la praxis de la psicología positiva y la grafotransformación, pretende reeducar el componente inconsciente de la mente humana.
El curso 2011-2012, junto con el economista, coach y escritor Manuel Ramírez Torres (en el proceso de elaboración de la tesis doctoral: Reeducación del individuo mediante el método grafotransformador), Quim Valls llevó a cabo el experimento en el que 50 voluntarios durante 9 meses entrenaron sus fortalezas de carácter (en términos del test VIA de Chris Peterson y Martin Seligman) mediante el Método Grafotransformador, con el siguiente resultado:
"Las fortalezas de Seligman mejoran de forma significativa en el grupo de muestra comparándolo con el grupo de control. Los resultados del estudio confieren validez a la idea de que el método grafotransformador, la utilización de autoinstrucciones positivas mediante ejercicios diarios y ejercicios de psicología positiva ayudan a mejorar la autoevaluación en el cuestionario VIA de las fortalezas humanas "(2014).
Los resultados de este experimento validan científicamente la programación neurocaligráfica (PNC).
En la actualidad, la investigación del Dr. Joaquim Valls se dirige hacia la aplicación de sus descubrimientos en el área de la reeducación del inconsciente a la pedagogía de las matemáticas, a cuya labor, en el ámbito universitario, ha dedicado hasta ahora cuarenta y tres años de la su vida, con más de 100 000 horas de docencia, a más de 40 000 estudiantes.
En este sentido, el Dr. Valls el mes de mayo de 2020, en el número 509 de la revista científica Cuadernos de Pedagogía, por encargo del filósofo y pedagogo José Antonio Marina, publicó el artículo “Se puede educar el inconsciente cognitivo matemático”.
Quim Valls colabora periódicamente en los medios de comunicación (TV3, RTVE, Catalunya Ràdio, RAC 1, Ràdio 4, revista Psicología Práctica, Diari Avui, etc.).
Durante los años 80 y mitad de los 90 compaginó su labor docente en asignaturas numéricas (matemáticas, estadística, econometría y finanzas) con el ejercicio de crítico literario del Diari Avui, bajo la dirección en el área de cultura de Agustí Pujol, Avel·lí Artís y David Castillo, especializándose en la obra de autores italianos como Italo Calvino, Alberto Moravia, Dino Buzzati y Vasco Patrolini (de quien escribió el prólogo de Crònica dels pobres Amants en la edición catalana, dentro de la colección de Ed. 62 “Les millors obres de la literatura universal, Segle XX), así como en novela negra norteamericana (Raymond Chandler, James M. Cain, etc.), y, sobre todo, en la narrativa de Patricia Highsmith. 
La temporada 2010-2011 fue guionista y copresentador, junto a Marta Cailà, del espacio mensual Bona lletra i Bona vida en el programa radiofónico Via Lliure de RAC 1, y durante la temporada siguiente fue también guionista y colaborador quincenal en Para todos la 2 de RTVE, en el espacio de grafología Buenos días y buena letra. 
Durante tres temporadas (2011-2014) dirigió y copresentó, junto a la periodista Silvia Velando, el programa semanal de Ràdio 4, Escola de vida: viu els llibres a Ràdio 4.
Durante la temporada 2019-2020, fue guionista y copresentador junto con el periodista y escritor Gaspar Hernàndez, del espacio Curs de Neuro-Cal·ligrafia dentro del programa l’Ofici de Viure en Catalunya Ràdio.
Víctor Amela le ha dedicado dos Contras de La Vanguardia:“Da instrucciones nocturnas a tu cerebro ¡y te obedecerá!” (4/7/2011), que mereció, entre la edición en papel y la digital, más de un millón cien mil lecturas, y que ha sido recogida en el libro Grandes Contras sobre la búsqueda de la felicidad; y “Si reeducas tu letra, reeducas tu inconsciente” (15/X/2013).
En la actualidad, Quim Valls es profesor universitario en Euncet Business School de matemáticas y habilidades directivas, y en UManresa de gestión del talento. También imparte módulos de Programación Neurocaligráfica, de liderazgo y “Lateral & Critical thinking” en Masters Universitarios, así como seminarios para escuelas de Neuropedagogía de la Matemática.
Es coach neurocaligráfico y presidente del Instituto de Programación Neurocaligráfica (INPNEC).
Es autor del best-seller en el ámbito del desarrollo personal Buenos días y buena letra (2010), de Buenas noches y buena suerte (2011), Buena mente (2012), Maravillosa mente (2013), Emocional mente (2014), Genial mente (2015), Coaching con PNC (2016) y Manual mente (2019); así como, coautor junto con la periodista Marta Cailà de Bona lletra i bona vida (2012), y junto con la Dra. Carmen Torrejón de Ligera mente (2014). El año 2007 publicó un divertimento: Sakasudocu: el método más fàcil de “sacar” sudokus. También ha escrito 3 e-books: Grafología para todos (2012), 10 estrategias para NO amargarte la vida (2018); i 7 herramientas para rentabilizar tu negocio de Coaching (2019). Acaba de finalizar el manuscrito del, todavía inédito, Manual de Neuropedagogía Positiva (2020).
En su blog de neurociencia La vida es sueños ha publicado más de cien artículos.
Joaquim Valls fue director académico y subdirector del Centre d’Estudis d’Economia (1983-2006), director del Centre d’Estudis Empresarials (2006-2016) y presidente del Instituto Kimmon para el Desarrollo de la Inteligencia Emocional (2011-2016).